# Massariosphaeria maxima
Massariosphaeria maxima är en svampart som beskrevs av Kaz. Tanaka, Sat. Hatak. & Y. Harada 2005. Massariosphaeria maxima ingår i släktet Massariosphaeria, ordningen Pleosporales, klassen Dothideomycetes, divisionen sporsäcksvampar och riket svampar.   Inga underarter finns listade i Catalogue of Life.